# Hylaeus promontorii
Hylaeus promontorii är en biart som beskrevs av Meade-waldo 1923. Hylaeus promontorii ingår i släktet citronbin, och familjen korttungebin. Inga underarter finns listade i Catalogue of Life.